# Cabaret Canalhumorn
Cabaret Canalhumorn var en TV-show av och med Hans Alfredson och Povel Ramel, i regi av Hasse Ekman. Den sändes 29 november 1969, då Sveriges Television delades upp i två kanaler och detta program visades till invigningen av den nya kanalen TV1. Programmet är en blandad kompott och förutom sketcher, drift med 1960-talets politiker, innehöll programmet även musiknummer skrivna av Ramel.
Programmet repriserades 26 december 1979 och igen i Minnenas television 7 januari 2007.